# 대한미식축구협회
대한미식축구협회(大韓美式蹴球協會, Korea American Football Association, KAFA)는 대한민국에서 미식축구를 관장하는 기구이다.
70년 이상 동안 한국에 존재해 왔다. 한국에서 미식축구의 인기는 역사적으로 낮았지만 2006년 하인스 워드(피츠버그 스틸러스 소속의 한국 태생 NFL 축구 스타)의 방문으로 어느 정도 인기를 얻었다. 한국 내에서 KAFA는 패드를 사용하는 전통 축구와 깃발 축구를 모두 관리하는 스포츠 관리 기구이다.
한국의 전통적인 축구 리그는 대학 팀과 시니어(KNFL) 팀으로 나뉜다. 특히 주목할만한 세 번의 챔피언십 볼 게임은 시즌이 끝날 때 열린다. 타이거볼(Tiger Bowl)은 대학 리그의 챔피언을 결정하고, 광개토 볼은 KNFL의 챔피언을 결정하며, 마지막으로 일본의 라이스볼과 동격인 한국의 김치볼(Kimchi Bowl)은 대학 챔피언과 KNFL 챔피언을 맞붙인다.

## 같이 보기
- 대한민국 미식축구 국가대표팀